# 퓨런티어
퓨런티어(Furonteer Co., Ltd.)는 대한민국의 자율주행차량 카메라 장비 전문기업이다.
본사는 경기도 성남시 중원구 사기막골로 58에 위치해 있으며 대표이사는 배상신이다.
퓨런티어의 최대주주는 2025년 3월 25일 현재 지분 30.50%를 보유하고 있는 하이비젼시스템이다. 외국인 지분율은 0.77%이다.

## 상장
2022년 2월에 코스닥 시장에 기술성장기업으로 공모가 1만 5천 원(희망공모가 밴드 11,400~13,700원)에 특례상장되었다 상장으로 조달한 금액을 투자하지 않고 예적금 등 단기금융상품에 넣어두어 논란이 있고 있다

## 같이 보기
- 엠씨넥스
- 에스오에스랩
- 자율주행

## 참고문헌
1. ↑  정유현, 전장용 카메라 장비 공급 계약 잇따라 체결, 라이다 장비 특허로 성장 '날개', 더벨, 2022년 10월 6일
2. ↑  “퓨런티어, 굳건한 시장점유율은 새롭게 수주 확대로 만드는 것”, 인사이트코리아, 2023.09.06
3. ↑  이기종, 퓨런티어, 차량 카메라 장비사업 비중 60% 기록, 디일렉, 2023.11.13
4. ↑  김성호, 하나증권 퓨런티어 2023년 9월 6일 기업분석
5. ↑  한국IR협의회 퓨런티어 기업분석 2023.01.02
6. ↑  이충재, 퓨런티어 23일 코스닥 신규 상장, 데일리안, 2022년 2월 21일
7. ↑  박준형, 이런 게 기술특례? 퓨런티어, IPO자금 2년간 100% 저축, 뉴스토마토, 2023년 12월 29일